# ATP Challenger Genua-2
Der ATP Challenger Genua (offiziell: Genua Challenger) war ein Tennisturnier, das 1988 und 1989 in Genua, Italien, stattfand. Es gehörte zur ATP Challenger Tour und wurde im Freien auf Sand gespielt.

## Liste der Sieger

### Einzel
| Jahr | Sieger         | Finalgegner    | Ergebnis |
| ---- | -------------- | -------------- | -------- |
| 1989 | Magnus Larsson | Bruce Derlin   | 6:1, 6:3 |
| 1988 | Paolo Canè     | Massimo Cierro | 6:3, 6:1 |

### Doppel
| Jahr | Sieger                              | Finalgegner                     | Ergebnis      |
| ---- | ----------------------------------- | ------------------------------- | ------------- |
| 1989 | Tarik Benhabiles Eduardo Furusho    | Emilio Marturano Fabio Melegari | 6:2, 6:2      |
| 1988 | Peter Svensson Lars-Anders Wahlgren | Per Henricsson Nicklas Utgren   | 7:5, 2:6, 6:1 |